# Władysław Michniewicz
Władysław Michniewicz (ur. 29 kwietnia 1901, zm. 25 maja 1995 w Argentynie) – pułkownik dyplomowany piechoty Wojska Polskiego, działacz niepodległościowy.

## Życiorys
Urodził się 29 kwietnia 1901 we wsi Beryski (Bersyki) na Podolu, w rodzinie Antoniego. Był młodszym bratem Emilii, studentki uniwersytetu, zmarłej tragicznie w lipcu 1924 w Warszawie.
Od 1917 był członkiem Polskiej Organizacji Wojskowej na Humańszczyźnie. W 1918 został aresztowany przez bolszewików. Udało mu się jednak uciec. W grudniu 1918 został skazany na śmierć przez petlurowców, jednak ponownie udało mu się uciec. Do sierpnia 1919 kierował placówką POW na Humańszczyźnie.
Od marca 1920 pełnił służbę w Oddziale II Sztabu Generalnego na stanowisku kierownika kancelarii Wydziału IV. W sierpniu tego roku rozpoczął służbę w placówce wywiadowczej w Tallinnie. 11 lutego 1921 został mianowany podporucznikiem i wyznaczony na stanowisko drugiego pomocnika attaché wojskowego. Od stycznia 1922 pracował w moskiewskiej placówce wywiadu. Od grudnia 1922 do czerwca 1923 był jej kierownikiem.
W 1923 sporządził raport opisujący operację Trust jako sowiecką prowokację. Tekst był krytyczny wobec szeregu oficerów polskiego wywiadu. Mimo że wnioski raportu były co do zasady trafne, został on zdezawuowany przez przełożonych Michniewicza. Jego samego w ramach kary wysłano do placówki w Równem, mającej status podrzędnej.
2 listopada 1928 został powołany do Wyższej Szkoły Wojennej w Warszawie, w charakterze słuchacza kursu 1928/30. 1 listopada 1930, po ukończeniu kursu i otrzymaniu dyplomu naukowego oficera dyplomowanego, został przeniesiony do 2 Dywizji Piechoty Legionów w Kielcach na stanowisko oficera sztabu. W listopadzie 1932 ponownie przydzielony do Wydziału Wywiadowczego II Oddziału, przebywał na placówce w Kijowie. W 1937 mianowany został dowódcą kompanii w 15 Pułku Piechoty.
Na stopień majora został awansowany ze starszeństwem z 19 marca 1939 i 45. lokatą w korpusie oficerów piechoty. W tym samym miesiącu formalnie pozostawał w dyspozycji szefa Biura Personalnego Ministerstwa Spraw Wojskowych (tzw. rezerwa Oddziału II SG). Faktycznie kierował placówką „M.17” w Bratysławie (od 27 marca lub 1 kwietnia 1939 w Ostrawie Morawskiej).
W 1940 objął kierownictwo wywiadu na Środkowym Wschodzie. Od 1943 pełnił służbę w Kwaterze Głównej 2 Korpusu Polskiego na stanowisku szefa Oddziału II Informacyjnego. Brał udział w bitwie o Bolonię.
Po zakończeniu wojny osiadł w Argentynie, gdzie zmarł 25 maja 1995. Do Polski nigdy nie wrócił.

## Ordery i odznaczenia
- Krzyż Niepodległości – 16 września 1931 „za pracę w dziele odzyskania niepodległości”[17]
- Srebrny Krzyż Zasługi[13]

## Publikacje książkowe
- Ladislas Michniewicz, Opération Haïfa, Jacques Helle, S.l. : Casterman, 1969, OCLC 903321491 (hiszp.). Brak numerów stron w książce
- Władysław Michniewicz, Wielki bluff sowiecki, Chicago: Publishing Wici, 1991, OCLC 947739477. Brak numerów stron w książce